# Rêves de jeunesse (film, 1928)
Pour les articles homonymes, voir Rêves de jeunesse.
Pour plus de détails, voir Fiche technique et Distribution.
Rêves de jeunesse (若人の夢, Wakōdo no yume) est un film japonais muet réalisé par Yasujirō Ozu et sorti en 1928. 
Le film et son scénario sont considérés comme perdus.

## Synopsis
Comédie sur la vie dans une pension d'étudiants d'université, d'après plusieurs films américains.

## Fiche technique
- Titre original : 若人の夢 (Wakōdo no yume?)
- Titre français : Rêves de jeunesse
- Réalisation : Yasujirō Ozu
- Scénario : Yasujirō Ozu
- Photographie : Hideo Shigehara
- Société de production : Shōchiku
- Pays de production :  Empire du Japon
- Format : noir et blanc — 1,33:1 — 35 mm — muet
- Genre : comédie
- Métrage : cinq bobines - 1 434 m
- Date de sortie :
  - Empire du Japon : 29 avril 1928[2]

## Distribution
- Hisao Yoshitani (ja) : Heiichi Katō, un étudiant de l'université W
- Junko Matsui (ja) : Yuriko, sa petite amie
- Tatsuo Saitō : Chōkichi Okada, un étudiant de l'université W
- Kikuno Inagaki (ja) (créditée sous le nom de Nobuko Wakaba) : Miyoko, sa petite amie
- Takeshi Sakamoto : M. Okada, le père de Chōkichi
- Kenji Ōyama : Furukawa, le tailleur
- Eiko Takamatsu : la logeuse
- Tokio Seki (ja) : l'homme ivre
- Shigeru Ogura : un étudiant
- Chishū Ryū : un étudiant